# The Cambodia Daily
The Cambodia Daily era un periódico de lengua inglesa con sede en Nom Pen, la capital de Camboya.

## Historia
The Cambodia Daily nació en 1993 de la mano de Bernard Krisher, un periodista estadounidense. Krisher contrató a dos periodistas jóvenes y relativamente novatos, Barton Biggs y Robin McDowell, como los primeros editores del nuevo diario. El primer número salió en mayo de 1993 y el último número fue publicado en septiembre de 2017. Se editó en Nom Pen en formato pequeño (A4) y se imprimía seis días a la semana, de lunes a sábado, con la edición del sábado acompañada de una revista de fin de semana a pleno color. The Cambodia Daily tenía acceso a las principales agencias de noticias y servicios de cable (Reuters, The New York Times,  The Washington Post) y tenía periodistas camboyanos y extranjeros que cubrían noticias locales. Publicaba una sección diaria en lengua jemer, la lengua local, que contenía artículos traducidos de la sección principal en inglés.
Camboya tiene otro periódico de habla inglesa, el Phnom Penh Post, que antes era quincenal, pero que se publica diariamente desde principios de 2008.
The New York Times acreditó que The Cambodia Daily falseó noticias en relación con el caso Somaly Mam en 2012 y 2013.

## Clausura
The Cambodia Daily publicó una nota el 4 de septiembre de 2017 en la que anunciaba su clausura inmediata. El cierre fue el resultado de una larga batalla con el gobierno camboyano sobre un impuesto de $ 6 millones de dólares. En su última edición, el día 4 de septiembre de 2017, The Cambodia Daily abría su portada con las últimas noticias sobre la detención del líder del CNRP, Kem Sokha, en medio de un clima político muy "deteriorado", como declaró la Oficina de Derechos Humanos de la ONU. El cierre siguió a la prohibición de las estaciones de radio Voice of America y Radio Free Asia, en las provincias camboyanas y una represión de los medios de comunicación en todo el país. La comunidad de periodistas mostró su apoyo a The Cambodia Daily en las redes sociales con la etiqueta #SaveTheDaily.